# Église de Skeppsholm
L'église de Skeppsholm (en suédois : Skeppsholmskyrkan) est une église désaffectée située dans l'île de Skeppsholmen à Stockholm en Suède.

## Présentation
Le bâtiment abrite une salle de concerts et d'autres activités, l'Eric Ericsonhallen (sv), et abrite également le Centre Choral International Eric Ericson.
L'église est un monument national Byggnadsminne.

## Histoire
L'église a été construite entre 1823 et 1849 pour remplacer une petite église en bois de Blasieholmen, détruite lors de l'incendie de 1822. 
Inaugurée par le roi Charles XIV Jean le 24 juillet 1842 et portant toujours officiellement son nom, elle fut conçue par l'architecte Fredrik Blom comme un temple octaédrique néoclassique inspiré du Panthéon de Rome, empruntant le plafond à caissons tout en remplaçant la lanterne en forme de temple par l'oculus. 
De tous côtés, les murs blancs et sobres, restaurés en 1998, sont percés de portails dont les quatre piliers soutiennent des lunettes semi-circulaires. À l'intérieur de la façade cruciforme, la double coupole en bois est soutenue par des colonnes doriques jumelées et des arcs en plein cintre. 
Le retable peint est agrémenté de niches ornées de statues des apôtres et de deux groupes en plâtre.

## Eric Ericsonhallen
La paroisse de Skeppsholmen a disparue en 1969 lors du transfert de la marine royale suédoise à la base navale de Muskö, et l'église a été sécularisée en 2002. Depuis mai 2009, le bâtiment abrite une salle de concert appelée Eric Ericsonhallen, en hommage au chef d'orchestre et chef de chœur suédois Eric Ericson (1918-2013),,,.